# Шпигельман, Арт
Ицхак Авраам бен Зеэв Шпигельман (англ. Itzhak Avraham ben Zeev Spiegelman), более известный под сценическим псевдонимом Арт Шпигельман (англ. Art Spiegelman; 15 февраля 1948, Стокгольм), — американский художник-комиксист и писатель, автор и издатель романов-комиксов. Наиболее известен по комиксу «Маус», получившему Пулитцеровскую премию.

## Биография и творчество
Родители были польскими евреями, узниками нацистских концлагерей (Освенцим и Освенцим-2 Биркенау), освобождены в 1944, переехали в Швецию, затем в США. Многие родственники Арта также стали жертвами Холокоста: его тетя, её дети и брат Арта, который жил у тёти. Арт вырос в Квинсе (Нью-Йорк), окончил Высшую школу искусства и дизайна на Манхеттене. В 1968 пережил тяжёлый нервный срыв, попал в психиатрическую клинику, в том же году покончила с собой его мать.
В 1960—1970-х годах стал одним из мастеров «подпольного комикса», распространившегося в эту эпоху в Сан-Франциско, Нью-Йорке, Чикаго и близкого к молодёжной контр-культуре. В 1986 издал первый том комикса о Холокосте и нацистских концлагерях «Маус: Рассказ выжившего». Евреи, включая отца художника, были представлены там в образе мышей, немцы — в виде кошек, поляки — в виде свиней, американцы — в виде собак. Впервые в мире комикс имел такой оглушительный успех, книга была переведена на множество языков. В 1991 вышел второй том «Мауса». Комикс получил Пулитцеровскую премию (1992), ему была посвящена выставка в нью-йоркском Музее современного искусства (англ. MOMA).
Шпигельман сотрудничал с журналом «Нью-Йоркер». В 2004 он выпустил комикс «В тени уничтоженных башен», в основу которого легли события 11 сентября. В 2006 он откликнулся на скандал, разгоревшийся вокруг карикатурных изображений пророка Мухаммада, дав в статье журнала «Харперс» драматический обзор судеб художников от Оноре Домье до Жоржа Гроса, занимавшихся политической карикатурой.
Вместе с женой, французской художницей и писательницей Франсуазой Мули, составил несколько антологий комиксов, выступает с публичными лекциями об этом виде искусства. Резко критически высказывался о политике Дж. Буша, о войне в Ираке.

## Признание
Премия лучшему иностранному автору на фестивале комиксов в Лукке (1982), премия за лучшую книгу на Международном фестивале комиксов в Ангулеме (1988), та же награда в 1993 — за второй том «Мауса», множество других премий в США, Швеции, ФРГ. В 2005 журнал «Тайм» включил Арта Шпигельмана в число ста наиболее влиятельных людей мира.